# Phan Văn Giang
Phan Văn Giang (Provincia di Thai Nguyen, 1960) è un generale e politico vietnamita, attuale Ministro della Difesa Nazionale del Vietnam.

## Biografia
Văn Giang è nato nel 1960 nella Provincia di Thai Nguyen. Ha aderito al Partito Comunista del Vietnam nel 2016 e ha servito come commissario militare del comitato provinciale del partito nella sua provincia natale.
Le altre posizioni da lui detenute sono le seguenti:
- Capo di stato maggiore dell'Esercito popolare vietnamita (2016-2021)
- vice-comandante dello stato maggiore del 1º Corpo d'armata dell'Esercito Popolare Vietnamita (2008-2010)
- vice-capo dello stato maggiore generale dell'Esercito Popolare Vietnamita (2011-2014)[2]
- comandante della 1ª regione militare dell'Esercito Popolare Vietnamita (2014-2016)
- comandante del 1º Corpo d'armata dell'Esercito Popolare Vietnamita (2010-2011)

nel 2021 è stato promosso al grado di Generale d'armata, e l'8 aprile dello stesso anno è stato nominato Ministro della Difesa Nazionale succedendo al generale Ngô Xuân Lịch.